# François Lesure

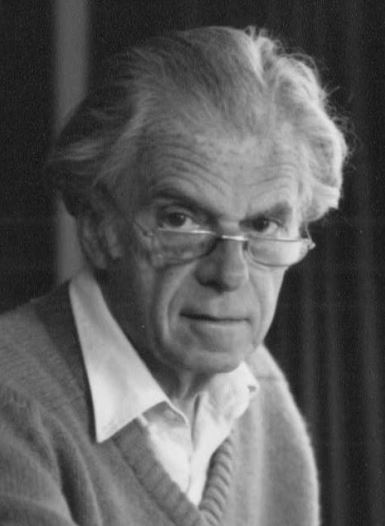
François Lesure hacia 1990.

François Lesure (París, 23 de mayo de 1923 - ibíd., 21 de junio de 2001) fue un musicólogo francés.

## Biografía
En cuanto a su formación, se licenció en historia y estudió en el Conservatorio y en la Escuela des chartes. Fue bibliotecario del departamento de música de la Biblioteca nacional de París durante veinte años donde organizó exposiciones de Mozart, Debussy y Berlioz; además también fue responsable en otras ciudades como Lisboa y Roma. Fue profesor de musicología en la Universidad Libre de Bruselas entre 1964 y 1977.
Su formación de bibliotecario, historiador y musicólogo se aprecia en la producción de sus diferentes trabajos. Su investigación se centra principalmente en la musicología histórica, la sociología de la música, la música del siglo XVI en Francia y sobre todo en el compositor francés Debussy. 
Fue autor y coautor de bibliografías de ediciones musicales del siglo XVI y XVIII. Estuvo a cargo de la secretaría de RISM (Directorio Internacional de Fuentes Musicales) donde editó volúmenes de colecciones del siglo XVI, XVII y XVIII. Fue presidente de la Sociedad Francesa de Musicología (1971-1974) (1988-1991) y editor de las obras completas de Debussy, organizadas por género, número de catálogo y año.

## Obras (selección)
- Musicologie et sociologie (1953)
- La musicologie en France depuis 1945 (1958)
- Dictionnaire des éditeurs de musique français (1988)
- Musical Academicism in France in the Eighteenth Century: Evidence and Problems (1985)
- La recherche musicologique en France depuis 1958: II. Les publications (1991)
- Claude Debussy avant Pelléas ou les années symbolistes (1993)